# アン・カーティス
アン・カーティス（英: Ann Curtis、1926年3月6日 - 2012年6月26日）は、アメリカ合衆国の競泳選手。
生粋のサンフランシスコっ子。サンフランシスコクリスタルプランジチームの一員として、チャーリー・サヴァの指導を受けた。1944年に18歳にしてジェイムズ・E・サリヴァン記念賞を受賞。1948年のロンドンオリンピックに出場し、400m自由形と4×100m自由形リレーで金を獲得。100m自由形でも銀を獲得した。1983年にベイエリアスポーツ殿堂入り。
2012年6月26日、カリフォルニア州サンラフェルの自宅で死去。86歳没。